# 헤르만베른하르트 람케

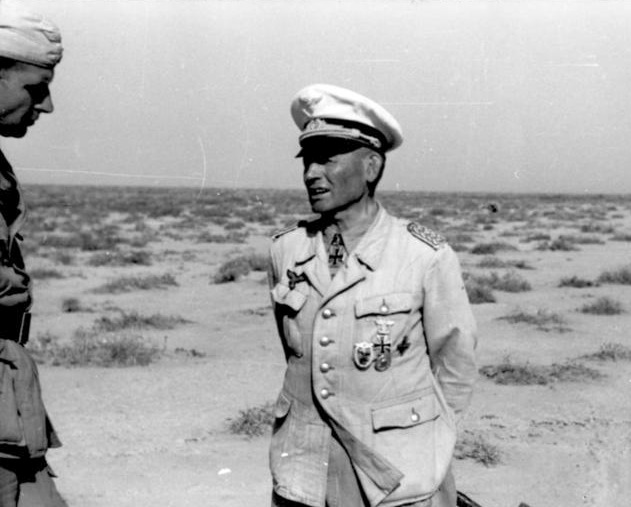
Hermann-Bernhard Ramcke

헤르만베른하르트 "게르하르트" 람케 (Hermann-Bernhard "Gerhard" Ramcke, 1889년 1월 24일 ~ 1968년 7월 4일)는 독일의 장군이다. 그는 단 27명의 사람들만이 받은 곡엽검금강석 기사십자 철십자장의 수훈자 가운데 한 사람이다.

## 어린 시절과 제1차 세계 대전
람케는 슐레스비히의 농부 가정에서 태어났다. 1905년에는 독일제국 해군에 입대했으며, 제1차 세계 대전 동안에는 주로 서부 전선의 플랑드르 지역에서 독일 해군 보병대와 함께 싸웠다.1914년에는 2급 철십자장을, 후에는 1급 철십자장을 수여받았다.
람케는 뒤에 영국군이 야기한 세 번의 공격을 막아낸 공로로, 독일 제국에서 계급이 낮은 군인에게 줄 수 있는 최고 권위의 훈장인 프로이센 금훈장을 수여받고, 사관이 되었다.
1918년에는 해군 보병대 소위 (Leutnant der Marine-Infanterie) 에 올랐고, 휴전을 맺을 때까지는 중위 (Oberleutnant) 로 승진하였다.
1919년, 람케는 발트 지방에서 주로 독일의 베테랑들이 지휘하는 서부 러시아군 (Russian Army of the West)의 일원으로서, 볼셰비키와 맞서 싸웠다. 그는 바이마르 공화국 시대에도 제국방위군에 머물렀으며, 제3제국에서도 신 독일 국방군에 머물면서 승진을 거듭하여 1937년 중령 (Oberstleutnant) 에까지 올랐다.

## 전후
당초 람케는 미국에 전쟁 포로로 이송되었지만, 후에 잉글랜드와 프랑스로 옮겨졌다. 미시시피주의 클린턴 수용소(Camp Clinton)에 수감된 동안, 독일의 산업 시설을 해체하려는 모건소 계획에 저항하는 편지를 썼다. 그는 간수의 손으로부터 편지를 지키기 위해 수용소를 빠져나가, 인근의 마을에서 편지를 보내고, 잡히는 일 없이 수용소로 돌아왔다.
람케는 1951년 프랑스에서 전쟁 범죄 혐의로 기소되었지만, 탈출하여 독일로 도주하였다. 그 후 그는 자발적으로 프랑스로 돌아와 5년간의 금고형을 선고받았으나, 이미 수감되었던 기간이 고려되어 3개월 뒤에 석방되었다. 석방 후에는 독일로 돌아와 1968년, 카펠른에서 사망하였다.
람케는 두 권의 책을 집필하였는데, 한 권은 전쟁 중에, 또 다른 한 권은 1951년에 출판되었다.